# Más (canción de Ricky Martin)
«Más» es el segundo sencillo del álbum Música + alma + sexo de Ricky Martin publicado el 5 de abril de 2011.

## Antecedentes
En una entrevista para la revista Billboard, Martin describió la canción: "Podría ser de los años '80 o los '90 o la primavera pasada. Depende la generación a la que pertenezcas. Lo que yo buscaba era hacer bailar un poco con esta canción y alejar de las cosas que se supone que uno debe hacer en la vida. E introduzco algunos personajes quienes son todos artistas, como Tico con su equipo de música en Manhattan. Yo los inventé pero son reales"

## Video musical
Ricky Martin estrena el video de "Más" el 28 de abril de 2011. Fue dirigido por Simón Brand y filmado en vivo en el Música + Alma + Sexo World Tour en Puerto Rico.
El video captura la incansable y contagiosa energía de Martin en el escenario junto a sus bailarines y músicos, la esencia de su gran espectáculo, acompañado por su puesto, por esa gran audiencia puertorriqueña que lo ovacionó.

## Remixes
El 2 de abril de 2011, Ricky Martin grabó "Freak of Nature", la versión en inglés de "Más". "Más (Wally López Bilingual Remix)" fue realizado el 13 de junio de 2011. "Más (Remixes)" fue lanzado el 14 de junio de 2011 en los EE. UU.. Este contiene remixes de Ralphi Rosario y Wally López. "Más (Wally López Remixes)" se realizó en Europa el 8 de julio de 2011, que incluye tres remixes hechos por López. "Más (Wally Bilingüe Remix)" también se lanzó en el Reino Unido solo en álbum 17: Greatest Hits.

## Promoción
Martin dio una entrevista y luego interpretó "Freak of Nature" en The Tonight Show with Jay Leno el 3 de mayo de 2011. También realizó un popurrí de "Frío/Más" durante los Premios Juventud el 21 de julio de 2011.

## Formatos
Sencillo - Europa y Brasil
1. "Más" - 4:09

Sencillo - EE.UU., Reino Unido, Europa y Brasil
1. "Más" (Wally Bilingual Remix) - 4:27

Descarga digital - EE.UU. EP
1. "Más" - 4:09
2. "Más (Ralphi Rosario Spanish Radio Remix)" - 4:08
3. "Más (Wally López Ibiza Es Más Radio RMX)" - 4:27

Descarga digital - Europa EP
1. "Más (Wally López Factomania In Miami RMX)" - 4:20
2. "Más (Wally López Ibiza Es Más Radio RMX)" - 4:27
3. "Más (Wally López Ibiza Es Más RMX)" - 7:11

## Posiciones

### Listas
| Lista (2011)                      | Mejor posición |
| --------------------------------- | -------------- |
| PROMUSICAE                        | 43             |
| US Billboard Hot Dance Club Songs | 7              |
| US Billboard Hot Latin Songs      | 13             |
| US Billboard Latin Pop Songs      | 2              |
| US Billboard Tropical Songs       | 30             |

### Listas de fin de año
| Lista (2011)                 | Posición |
| ---------------------------- | -------- |
| US Billboard Latin Pop Songs | 28       |